# Udanavarga
Ne doit pas être confondu avec Udana (bouddhisme).
L'Udānavarga (sanskrit : groupe de déclarations) est un texte bouddhique en sanskrit, très proche du Dhammapada, dont il reprend de nombreux vers. Le canon du bouddhisme tibétain en contient deux recensions, dont l'une est traditionnellement attribuée à Dharmatrata (en), un moine de l'école sarvastivadin. 

## Caractéristiques
L'Udānavarga présente environ 1 050 vers répartis en trente-trois chapitres (sanskrit: varga). À titre de comparaison, la version la plus commune du Dhammapada (celle écrite en pali) en compte 423, divisés en vingt-six varga, et l'Udânavarga est donc à peu près deux fois plus long. Les deux textes comptent quelque 360 vers plus ou moins communs.
L'Udanavarga était à l'origine un texte correspondant à l'Udana rédigé en pali. (§ 91). Avec l'ajout de versets du Dhammapada, il s'est progressivement transformé en un Dhammapada parallèle, événement rare dans l'évolution de la littérature bouddhique.
Il existe quatre traductions en chinois de différentes recensions de l'Udânavarga (comprenant aussi le Dhammapada), la plus ancienne datant de 374. La traduction en tibétain (datant d'environ 900) est une anthologie compilée par Dharmatrata (actif quelque part entre 75 av. l'EC et 200 EC). Elle est incluse à la fois dans le Kangyur et le Tanjur du canon tibétain,.  Le texte de Dharmatrâta reprend des déclarations (ou exclamations, udâna) du recueil portant le titre de Udâna.